# William Hare (3e comte de Listowel)
William Hare (29 mai 1833 - 5 juin 1924), titré vicomte Ennismore de 1837 à 1856, puis 3e comte de Listowel, est un pair anglo-irlandais et un homme politique libéral.

## Jeunesse
Il est le fils aîné de William Hare (2e comte de Listowel), et de Maria Augusta, veuve de George Wyndham de Cromer Hall, Norfolk, et deuxième fille du vice-amiral William Windham (anciennement Lukin de Felbrigge Hall). Il fait ses études à Eton avant d'obtenir une commission de lieutenant dans les Scots Fusiliers Guards.
Il sert avec son régiment pendant la guerre de Crimée (1854-1856). À la Bataille de l'Alma, il est blessé le 30 septembre 1854 et retourne en Angleterre par bateau.

## Carrière politique
Aux élections générales de 1855, il se présente pour le parti libéral dans le comté de Cork. Il succède à son père dans le comté en 1856, mais comme il s'agit d'une pairie irlandaise, cela ne lui donne pas droit à un siège à la Chambre des lords. Le 8 décembre 1869, il est créé baron Hare, de Convamore dans le comté de Cork, dans la pairie du Royaume-Uni, ce qui lui donne le droit immédiat de siéger à la Chambre des lords. En 1873, il est nommé Chevalier de l'Ordre de Saint-Patrick.
Lord Listowel est Lord-in-waiting (whip du gouvernement à la Chambre des Lords) de mai à septembre 1880 au début du deuxième gouvernement libéral de William Ewart Gladstone. Il est nommé au poste en grande partie cérémonial de vice-amiral de Munster.

## Famille
Lord Listowel épouse Ernestine Mary, fille cadette d'Ernest Brudenell-Bruce (3e marquis d'Ailesbury), en 1865. Il meurt en juin 1924, âgé de 91 ans, et est remplacé par son fils aîné Richard. Deux de ses petits-fils, William Hare (5e comte de Listowel), et John Hare (1er vicomte Blakenham), sont tous deux devenus ministres du gouvernement. Lady Listowel est décédée en 1936.
- Richard Hare (4e comte de Listowel)
- Charles Ambrose (1875-1885)
- Margaret Ernestine Augusta (décédée en 1951) épouse Reginald Loder
- Beatrice Mary (décédée en 1960) épouse Edward O'Brien (décédé en 1943), fils cadet du 14e baron Inchiquin